# Awaran (Distrikt)
Der Distrikt Awaran (Urdu ضِلع آواران) ist ein Distrikt in der pakistanischen Provinz Belutschistan.

## Beschreibung
Der Distrikt Awaran wurde mit Wirkung vom 11. November 1992 durch Abtrennung vom Distrikt Khuzdar gebildet. Den Namen erhielt der Distrikt von der gleichnamigen Distrikthauptstadt. Historisch war für die Gegend auch der Name Kolwa in Gebrauch. Im Westen grenzt er an die Distrikte Kech und Panjgur, im Süden an die Distrikte Washuk und Gwada, sowie im Norden an die Distrikte Kharan und Khuzdar. Administrativ war der Distrikt im Jahr 2005 in 3 Tehsils und 10 Union Councils eingeteilt.

## Klima
Das Klima ist kühl im Winter und heiß im Sommer. Die höchsten Regenfälle gibt es im Juli durch den Monsun. Über das ganze Jahr treten gelegentlich starke Staubstürme auf. 
|                       | Jan  | Feb  | Mär  | Apr  | Mai  | Jun  | Jul  | Aug  | Sep  | Okt  | Nov  | Dez  |   |       |
| Mittl. Tagesmax. (°C) | 17,9 | 19,7 | 27,4 | 28,9 | 34,3 | 38,8 | 34,4 | 35,1 | 34,0 | 29,7 | 25,0 | 17,0 | ⌀ | 28,5  |
| Mittl. Tagesmin. (°C) | 3,6  | 6,7  | 8,3  | 13,2 | 19,5 | 22,5 | 21,3 | 20,0 | 16,8 | 12,1 | 4,0  | 4,4  | ⌀ | 12,7  |
|                       |      |      |      |      |      |      |      |      |      |      |      |      |   |       |
| Niederschlag (mm)     | 17,5 | 21,3 | 6,6  | 73,7 | 2,1  | 3,1  | 368  | 51   | 0    | 4,7  | 02   | 29,8 | Σ | 579,8 |

| 3,6 |

| 6,7 |

| 8,3 |

| 13,2 |

| 19,5 |

| 22,5 |

| 21,3 |

| 20,0 |

| 16,8 |

| 12,1 |

| 4,0 |

| 4,4 |

| 3,6 |

| 6,7 |

| 8,3 |

| 13,2 |

| 19,5 |

| 22,5 |

| 21,3 |

| 20,0 |

| 16,8 |

| 12,1 |

| 4,0 |

| 4,4 |

## Geschichte
Die archäologische Exploration des Distrikts ist noch in den Anfängen. Sicher ist, dass die Region schon lange menschlich besiedelt ist. Die größte Zeit der Geschichte stand Belutschistan unter der Herrschaft von einheimischen Regionalfürsten. Zeitweilig war die Region umstritten zwischen Persien im Westen und dem Mogulreich im Osten. Ab der zweiten Hälfte des 19. Jahrhunderts übernahmen die Briten die Herrschaft über das Gebiet, beließen es jedoch unter der Herrschaft einheimischer Fürsten. Bei Ende Britisch-Indiens 1947 kam das Gebiet zu Pakistan.

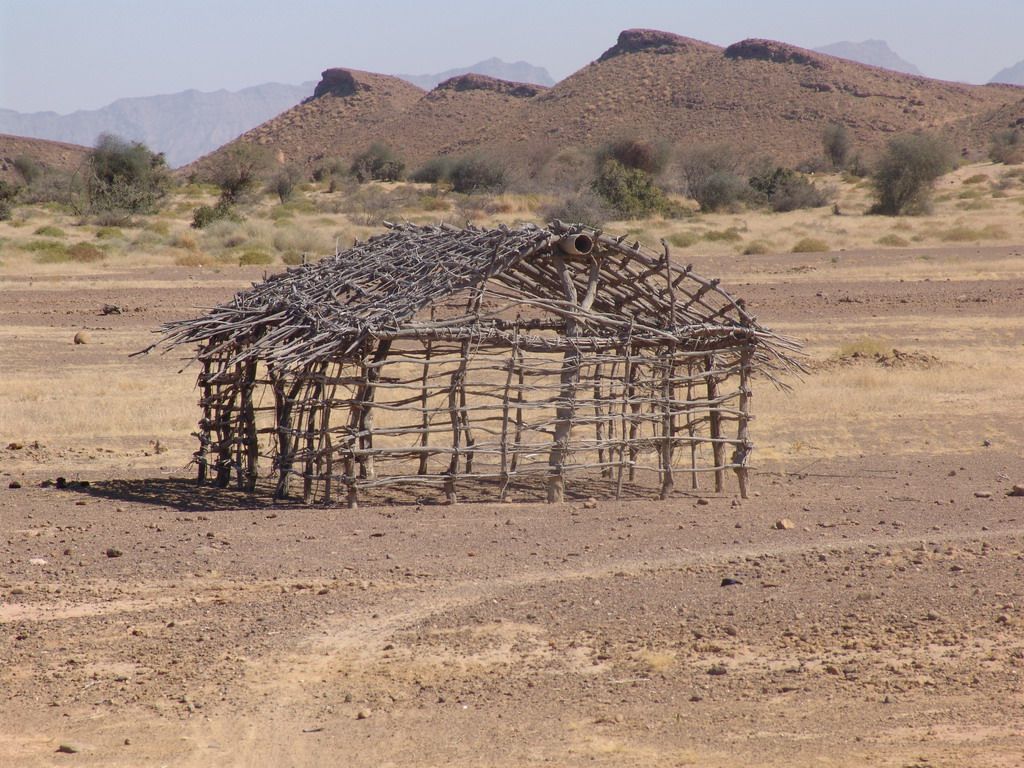
Landschaftsimpression aus dem Distrikt Awaran

## Bevölkerung, Kultur und Bildungseinrichtungen
Die am weitesten verbreitete Sprache ist Belutschisch, das von 92 % der Bevölkerung gesprochen wird, aber keinen offiziellen Status hat. Amtssprache ist Urdu. Die Mehrheit der Bevölkerung gehört zur islamischen Religionsgemeinschaft der sunnitischen Richtung. Die Sekte der Zikris besitzt eine gewisse Anhängerschaft. Aufgrund der ländlichen Struktur und der geringen sozioökonomischen Entwicklung spielen traditionelle Stammesloyalitäten eine große Rolle. Rechtsstreitigkeiten werden häufig nicht vor Gericht ausgetragen, sondern außergerichtlich auf der Ebene der Sippe oder des Stammes beigelegt. Im Jahr 2008/2009 waren 43 % der über 10 Jahre alten Bevölkerung lese- und schreibkundig.

## Wirtschaft und Verkehr
Der Distrikt gehört zu den unterentwickeltsten in ganz Pakistan. Grundlage der Wirtschaft ist die Landwirtschaft. Etwa 26,213 Hektar werden landwirtschaftlich genutzt. Dies entspricht etwa 0,8 % der Fläche des Distrikts. Das Potential für eine landwirtschaftliche Nutzung ist sehr viel größer. Haupthemmnis für die Ausweitung der Landwirtschaft ist der Wassermangel. Möglichkeiten, diesem zu begegnen wären eine effizientere Wassernutzung, Wiederaufbereitung von Brauchwasser und Nutzung von Flutwasser, was bisher kaum geschieht.

## Besonderheiten
Gelegentlich wird die Gegend von Erdbeben heimgesucht, so z. B. am 14. September 2013 von einem Beben der Magnitude 7,7 auf der Richter-Skala, das sein Epizentrum im Distrikt Awaran hatte und in der Umgebung insgesamt mindestens 271 Todesopfer forderte.
Im Distrikt sind Kämpfer der Separatistenorganisation Belutschistan-Befreiungsfront (Balochistan Liberation Front, BLF) aktiv (siehe Belutschistankonflikt). Einer der Führer der BLF, Allah Nazar Baloch, stammt aus dem Distrikt Awaran. Die Sicherheitslage ist angespannt.